# 데니스 쿠시니치
데니스 존 쿠시니치(Dennis John Kucinich, 1946년 10월 8일 ~ )는 미국의 정치인으로 소속 정당은 민주당이다. 버니 샌더스와 함께 미국 민주당 내 가장 진보적인 인물로 유명하다.

## 생애
오하이오주 클리블랜드에서 크로아티아계 아버지와 아일랜드계 어머니 사이에서 태어났다. 클리블랜드 주립 대학교와 케이스 웨스턴 리저브 대학교를 졸업했고 1978년 1월 26일부터 1979년 11월 6일까지 제53대 클리블랜드 시장을 역임했다. 1995년 1월 3일부터 1997년 1월 2일까지 오하이오주 상원 제23선거구 의원을 역임했으며 1997년 1월 3일부터 2013년 1월 3일까지 미국 하원 오하이오주 제10선거구 의원을 역임했다. 미국 민주당 내에서 가장 진보적인 의원으로 유명하다. 미국 민주당 내에서는 유일한 좌파로 여겨지기도 한다.

## 역대 선거 결과
| 선거명        | 직책명                         | 대수  | 정당   | 득표율  | 득표수    | 결과 | 당락                     |
| ------------- | ------------------------------ | ----- | ------ | ------- | --------- | ---- | ------------------------ |
| 1967년 선거   | 시의원 (클리블랜드 제7선거구)  | 42대  | 무소속 | 42.59%  | 1,488표   | 2위  | 낙선                     |
| 1969년 선거   | 시의원 (클리블랜드 제7선거구)  | 43대  | 무소속 | 50.24%  | 1,651표   | 1위  | 클리블랜드 시의원 당선   |
| 1971년 선거   | 시의원 (클리블랜드 제7선거구)  | 44대  | 무소속 | 100.00% | 7,467표   | 1위  | 클리블랜드 시의원 당선   |
| 1972년 선거   | 하원의원 (오하이오 제23선거구) | 93대  | 민주당 | 47.29%  | 94,366표  | 2위  | 낙선                     |
| 1973년 선거   | 시의원 (클리블랜드 제7선거구)  | 45대  | 무소속 | 61.71%  | 3,872표   | 1위  | 클리블랜드 시의원 당선   |
| 1974년 선거   | 하원의원 (오하이오 제23선거구) | 94대  | 무소속 | 29.45%  | 45,186표  | 3위  | 낙선                     |
| 1977년 선거   | 클리블랜드 시장                | 53대  | 무소속 | 50.81%  | 93,047표  | 1위  | 클리블랜드 시장 당선     |
| 1979년 선거   | 클리블랜드 시장                | 54대  | 무소속 | 43.83%  | 73,755표  | 2위  | 낙선                     |
| 1983년 재선거 | 시의원 (클리블랜드 제12선거구) | 50대  | 무소속 | 56.20%  | 4,118표   | 1위  | 클리블랜드 시의원 당선   |
| 1994년 선거   | 상원의원 (오하이오 제23부)     | 121대 | 민주당 | 55.68%  | 50,107표  | 1위  | 오하이오 주의원 당선     |
| 1996년 선거   | 하원의원 (오하이오 제10선거구) | 105대 | 민주당 | 49.06%  | 110,723표 | 1위  | 오하이오주 하원의원 당선 |
| 1998년 선거   | 하원의원 (오하이오 제10선거구) | 106대 | 민주당 | 66.77%  | 110,552표 | 1위  | 오하이오주 하원의원 당선 |
| 2000년 선거   | 하원의원 (오하이오 제10선거구) | 107대 | 민주당 | 75.00%  | 167,093표 | 1위  | 오하이오주 하원의원 당선 |
| 2002년 선거   | 하원의원 (오하이오 제10선거구) | 108대 | 민주당 | 74.06%  | 129,997표 | 1위  | 오하이오주 하원의원 당선 |
| 2004년 선거   | 하원의원 (오하이오 제10선거구) | 109대 | 민주당 | 60.03%  | 172,406표 | 1위  | 오하이오주 하원의원 당선 |
| 2006년 선거   | 하원의원 (오하이오 제10선거구) | 110대 | 민주당 | 66.41%  | 138,393표 | 1위  | 오하이오주 하원의원 당선 |
| 2008년 선거   | 하원의원 (오하이오 제10선거구) | 111대 | 민주당 | 57.02%  | 157,246표 | 1위  | 오하이오주 하원의원 당선 |
| 2010년 선거   | 하원의원 (오하이오 제10선거구) | 112대 | 민주당 | 53.05%  | 101,340표 | 1위  | 오하이오주 하원의원 당선 |